# Beauty and a Beat
Ne doit pas être confondu avec Beauty and the Beat ou Beauty and the Beast.
Singles par Justin Bieber
As Long as You Love Me
(2012) #thatPOWER
(2013)
Singles par Nicki Minaj
The Boys
(2012) Freedom
(2012)
Beauty and a Beat est une chanson de l'artiste canadien Justin Bieber en collaboration avec la rappeuse Nicki Minaj. 3e single extrait du 3e album studio Believe (2012), la chanson est écrite par Max Martin, Anton Zaslavski, Savan Kotecha et Onika Maraj. Beauty and a Beat est produite par Max Martin, Zedd, Argendz.

## Classement hebdomadaire
| Classement (2012)                             | Meilleure position |
| --------------------------------------------- | ------------------ |
| Allemagne (Media Control AG)                  | 53                 |
| Australie (ARIA)                              | 9                  |
| Autriche (Ö3 Austria Top 40)                  | 42                 |
| Belgique (Flandre Ultratop 50 Singles)        | 21                 |
| Belgique (Wallonie Ultratip 50)               | 36                 |
| Canada (Hot 100)                              | 4                  |
| Tchéquie (IFPI Rádio)                         | 18                 |
| Danemark (Tracklisten)                        | 30                 |
| France (SNEP)                                 | 28                 |
| Irlande (IRMA)                                | 20                 |
| Israël (Media Forest)                         | 9                  |
| Japon (Hot 100)                               | 11                 |
| Pays-Bas (Single Top 100)                     | 43                 |
| Nouvelle-Zélande (RMNZ)                       | 6                  |
| Roumanie (Top 100)                            | 45                 |
| Slovaquie (IFPI Rádio)                        | 19                 |
| Suède (Sverigetopplistan)                     | 25                 |
| Suisse (Schweizer Hitparade)                  | 46                 |
| Royaume-Uni Singles (Official Charts Company) | 16                 |
| États-Unis (Hot 100)                          | 5                  |
| États-Unis (Pop Songs)                        | 2                  |
| États-Unis (Hot Dance Club Songs)             | 1                  |

| Pays      | Organisme | Certification | Vente   |
| --------- | --------- | ------------- | ------- |
| Australie | ARIA      | 3 × Platine   | 210 000 |
| Norvège   | IFPI      | Platine       | 10 000  |